# Aurora-Polka
Aurora-Polka, op. 165, är en polka av Johann Strauss den yngre. Den framfördes första gången den 14 februari 1855 i danslokalen Zum Sperl i Wien.

## Historia
Morgonrodnadens gudinna Aurora i romersk mytologi valdes som skyddsgudinna för den kortlivade konstnärsföreningen i Wien med samma namn. Mottot för föreningen, som främst bestod av författare och skådespelare (och som senare skulle ersättas av föreningen "Hesperus"), var "Aurora musis amica" (Aurora är musernas vän). Föreningens baler hölls alltid i blygsamma miljöer, endast i exceptionella fall vågade arrangörerna hyra en stor lokal som Zum Sperl. Till 1855 års bal hade Strauss komponerat en ny polka som var uppkallad efter föreningen. Han dirigerade själv det första framförandet den 14 februari.

## Om polkan
Speltiden är ca 2 minuter och 46 sekunder plus minus några sekunder beroende på dirigentens musikaliska tolkning.